# Josef Kupka
Josef Kupka (ur. 7 maja 1862 w Černej Horze; zm. 20 czerwca 1941) – czeski duchowny katolicki, biskup pomocniczy brneński w latach 1924–1931, ordynariusz brneński w latach 1931–1941.

## Życiorys
Studiował teologię w Brnie. 10 września 1884 przyjął święcenia kapłańskie. Pracował w Morawskich Budziejowicach. W 1887 wyjechał na studia na Uniwersytecie św. Tomasza z Akwinu w Rzymie. Uzyskał tam doktorat z filozofii. Po powrocie do ojczyzny w 1889 został początkowo nauczycielem religii w gimnazjum realnym w Hustopecach. 1 października 1890 został profesorem teologii w Brnie, gdzie pracował do 1913. W 1891 w Ołomuńcu został doktorem teologii, a w 1913 kanonikiem kapituły w Brnie.
10 kwietnia 1924 został mianowany biskupem tytularnym Adraa i biskupem pomocniczym diecezji brneńskiej. Święcenia biskupie przyjął 7 września 1924. Po rezygnacji biskupa Norberta Kleina został 31 maja 1926 ustanowiony administratorem apostolskim diecezji brneńskiej. Po długich zabiegach politycznych dopiero 22 października 1931 został mianowany ordynariuszem brneńskim. W 1934 zwołał pierwszy synod diecezjalny.